# Zaza, das Mädel vom Varieté
Zaza, das Mädel vom Varieté, oftmals in Deutschland und Österreich auch kurz Zaza genannt, ist ein US-amerikanisches Stummfilmmelodram mit Gloria Swanson aus dem Jahre 1923.

## Handlung
Zaza ist eine gefeierte Schauspielerin an Pariser Bühnen und feiert einen Erfolg nach dem anderen an den Music-Halls der französischen Metropole. Eines Tages lernt sie einen Mann kennen und verführt ihn mit allen Mitteln einer Frau. Es handelt sich um den Diplomaten Bernard Dufresne, der der schönen Künstlerin rasch verfällt. Dufresne nimmt sie mit in sein villenähnliches Anwesen, wo beide eine Zeit intensiver Leidenschaft erleben. Nach längerem Beisammensein erfährt Zaza durch die Indiskretion eines eifersüchtigen Nebenbuhlers, dass ihr Liebhaber bereits verheiratet ist und eine Familie besitzt. Daraufhin verlässt sie ihn trotz großen Liebesschmerzes. Erst Jahre später, als seine Ehefrau verstorben ist, finden die beiden wieder zusammen.

## Produktion
Zaza, das Mädel vom Varieté lief am 21. September 1923 in den USA an. Die deutsche Premiere war im September 1924, die österreichische am 23. Januar 1925. Die in Wien gezeigte Fassung entsprach etwa einer Länge von 80 Minuten.

## Kritik
Wiens Neue Freie Presse berichtete in ihrer Ausgabe vom 3. Februar 1925: „Gloria Swanson hat in dieser Rolle das denkbar weiteste Betätigungsfeld: Tingeltangelprinzeß, Temperamentsteufelchen mit sehr drolligen Gemütsaufladungen, Neckgeist und Feinsliebchen im verschwiegenen Nest – zuletzt der Opernstar mit den Allüren der Dame von Welt. Sie macht das alles mit der großen Sicherheit der Filmschauspielerin und mit sehr viel Laune und Geschmack. Der Regie muß nachgerühmt werden, daß sie einem Zuviel an Sentimentalität glücklich aus dem Wege gegangen ist und in einer Reihe von eindrucksvollen Bildern viel Stimmung und gute Wirkung erzielt.“
Paimann’s Filmlisten resümierte: „Ein hübsches, ansprechendes Sujet, in allen Rollen tadellos gespielt und sorgfältig inszeniert. Die Aufmachung ist großzügig und wirkungsvoll, die Photos durchgehends auf der Höhe.“

„Als Stück gab’s Zaza schon rund 30 Jahre und wurde bereits einmal zuvor verfilmt, als Allan Dwan es modernisiert hat und zu einem Starvehikel für Gloria Swanson machte. Seine Regie brachte Swansons spontane Seite zum Vorschein, und obgleich ihre Darbietung ein wenig uneben ist, mochte sie so gern mit ihm arbeiten, dass beide dies später bei mehreren weiteren Filmen erneut taten.“